# Zaleskie (powiat białostocki)
Zaleskie – wieś w Polsce położona w województwie podlaskim, w powiecie białostockim, w gminie Juchnowiec Kościelny.
W latach 1975–1998 miejscowość należała administracyjnie do województwa białostockiego.

## linki zewnętrzne
- Zaleskie 2(2), [w:] Słownik geograficzny Królestwa Polskiego, t. XIV: Worowo – Żyżyn, Warszawa 1895, s. 344.